# Vittatus
Genre
Vittatus est un genre d'araignées aranéomorphes de la famille des Linyphiidae.

## Distribution
Les espèces de ce genre sont endémiques du Yunnan en Chine,.

## Liste des espèces
Selon World Spider Catalog (version 16.5, 11/12/2015) :
- Vittatus bian Zhao & Li, 2014
- Vittatus fencha Zhao & Li, 2014
- Vittatus latus Zhao & Li, 2014
- Vittatus pan Zhao & Li, 2014

## Publication originale
- Zhao & Li, 2014 : A survey of linyphiid spiders from Xishuangbanna, Yunnan Province, China (Araneae, Linyphiidae). ZooKeys, no 460, p. 1-181 (texte intégral).